# Stadium (Pavia)
Lo Stadium (anche detto Stadium Pavese) fu un impianto sportivo polivalente della città di Pavia, impiegato prevalentemente per il calcio. Tra il 1920 e il 1922 ospitò partite della Prima Categoria, di cui l'A.C. Pavia faceva parte.

## Storia
Quando nel 1911 venne fondata la squadra di calcio di Pavia, il campo utilizzato era in zona Campo di Marte, ma versava in pessime condizioni. Il 13 settembre 1914 venne quindi inaugurato lo Stadium, nella vicina zona di San Giuseppe, che era dotato anche di un anello di cemento per biciclette e motociclette. Era utilizzabile non solo per il calcio, ma per il ciclismo, la ginnastica, l'atletica leggera e il tiro a volo. Vi si svolgevano inoltre riunioni motoristiche e persino spettacoli circensi. All'inaugurazione vi si giocarono due gare amichevoli: Pavia-Enotria 1-2 e a seguire Inter-Genoa 2-2. L'attività dovette però essere interrotta tra la metà del 1915 e il 1918 a causa della Prima guerra mondiale.
Finite le ostilità, dal 1919 per il calcio si tornò temporaneamente a utilizzare il campo in zona Campo di Marte, ma il 10 ottobre 1920 il Pavia poté tornare nel nuovo Stadium ristrutturato, che ospitò fino al 1922 partite di Prima Categoria. Fino al 1929 esso fu lo stadio cittadino, per poi essere sostituito in quell'anno dallo stadio Pietro Fortunati ed essere infine chiuso l'anno successivo. Esso venne in seguito demolito e sostituito da edifici residenziali.

### Esplicative
1. ↑  Tale zona divenne poi sede di uno stabilimento della Necchi. A conti fatti, nel campo di calcio in zona Campo di Marte si giocò tra il 1911 e il 1914 e poi tra il 1919 e il 1920.
2. ↑  Quella fu l'inaugurazione ufficiale, benché già nella stagione precedente vi fossero state disputate alcune partite di calcio. Il campo era all'incirca in corrispondenza degli attuali edifici di via Dondi n°12 e via Alzaia n°39. Secondo alcune fonti, nel 1914 l'anello di cemento era intorno al campo di calcio, ma una mappa del 1925 lo colloca invece immediatamente a sud del campo. Lo spazio per il tiro a volo era invece a est (cfr. mappa in Giulio Natali, Pavia e la sua certosa, Pavia, Editrice Vescovile Artigianelli, 1925).

### Bibliografiche
1. ↑  Bottazzini e Fontanelli, pp. 36 e 39; Gaiotti e Schinelli, pp. 24 e 26.
2. ↑  Bottazzini e Fontanelli, pp. 40-41 e 44; Gaiotti e Schinelli, p. 27.
3. ↑   la Provincia Pavese, 14-15 settembre 1914,  p. 3.
4. ↑  Bottazzini e Fontanelli, pp. 45 e 48; Gaiotti e Schinelli, pp. 33 e 37.
5. ↑  Bottazzini e Fontanelli, pp. 44 e 74; Gaiotti e Schinelli, p. 48.